# Leea simplicifolia
Leea simplicifolia là một loài thực vật hai lá mầm trong họ Nho. Loài này được Zoll. & Moritzi miêu tả khoa học đầu tiên năm 1845.